# Matang (Julok)
Matang is een bestuurslaag in het regentschap Aceh Timur van de provincie Atjeh, Indonesië. Matang telt 313 inwoners (volkstelling 2010).